# Pollenia vespillo
Pollenia vespillo este o specie de muște din genul Pollenia, familia Calliphoridae. A fost descrisă pentru prima dată de Fabricius în anul 1794. Conform Catalogue of Life specia Pollenia vespillo nu are subspecii cunoscute.